# Prinsesse Stéphanie af Monaco
 Der er for få eller ingen kildehenvisninger i denne artikel, hvilket er et problem. Du kan hjælpe ved at angive troværdige kilder til de påstande, som fremføres i artiklen.

Prinsesse Stéphanie af Monaco (Stéphanie Marie Élisabeth Grimaldi; født 1. februar 1965) er en monegaskisk prinsesse, der er det yngste barn af Fyrst Rainier 3. af Monaco og den amerikanske skuespillerinde Grace Kelly. 
Stéphanie er søster til Monacos nuværende fyrste Albert 2. og Prinsesse Caroline.

## Biografi
Prinsesse Stépahnie blev født den 1. februar 1965 i Fyrstepaladset i Monaco som det tredje barn af Fyrst Rainier 3. af Monaco og den tidligere amerikanske skuespillerinde Grace Kelly. Hun er af irsk, britisk, amerikansk, tysk, fransk, belgisk og monegaskisk afstamning. Hun har to ældre søskende, Prinsesse Caroline og Fyrst Albert 2. af Monaco.
Prinsesse Stéphanies mor Fyrstinde Grace døde den 14. september 1982, dagen efter at hun og Prinsesse Stéphanie var udsat for en bilulykke på vej hjem til Monaco efter et besøg i Frankrig.